# Dundas, New South Wales
Dundas este o suburbie în Sydney, Noul Wales de Sud, Australia.